# 萨拉·阿尔托

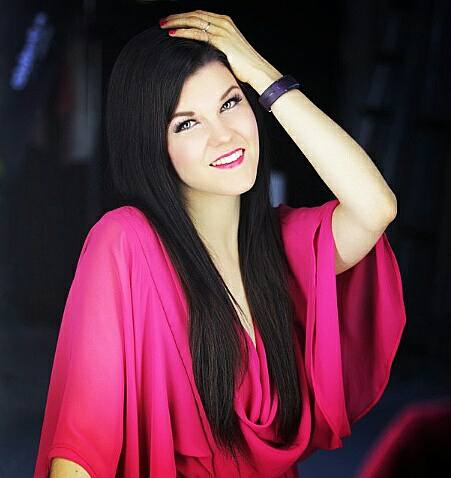
萨拉·阿尔托，中文艺名为“雪兰”

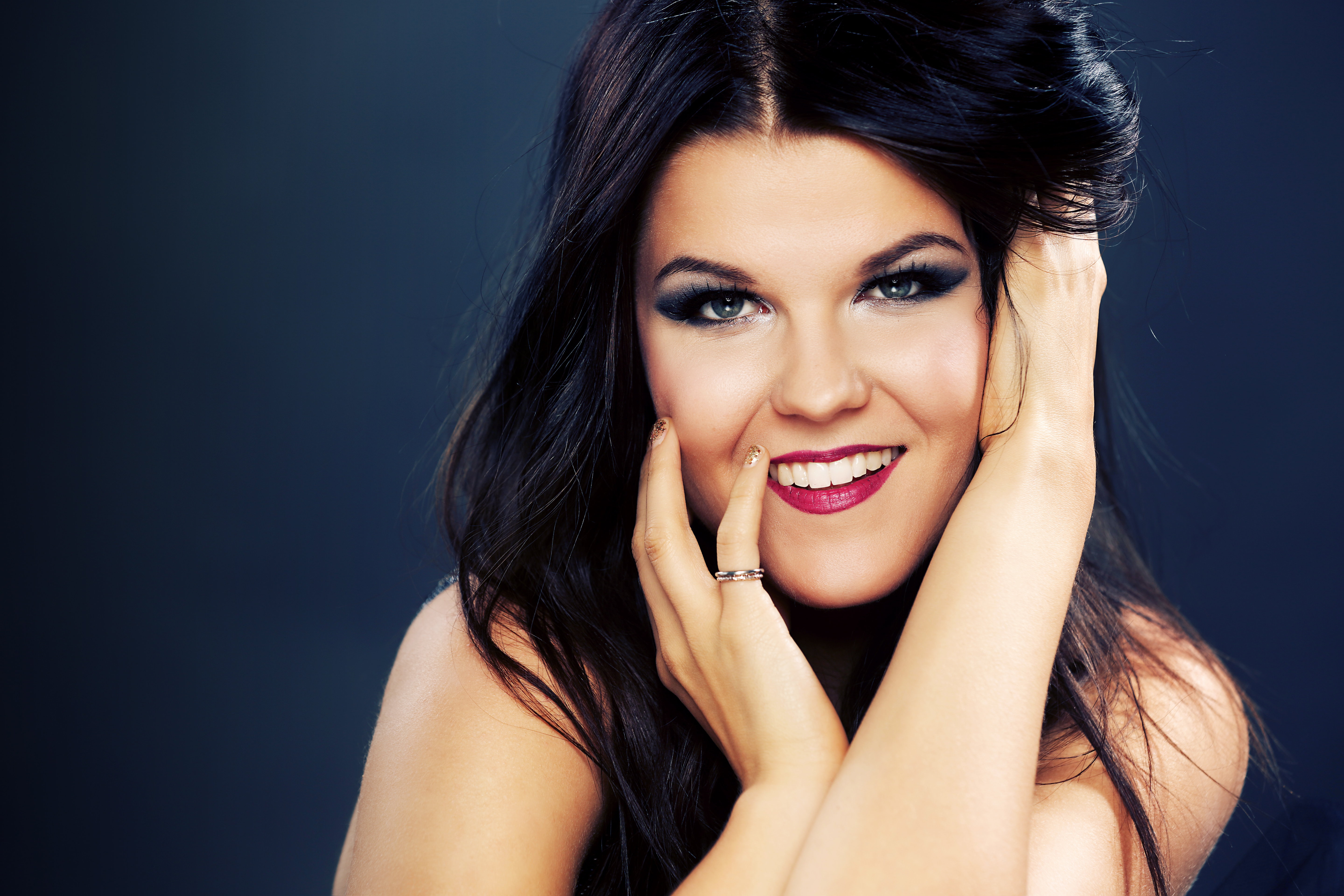
萨拉·阿尔托

萨拉·索菲亚·阿尔托（芬蘭語：Saara Sofia Aalto，1987年5月2日—），在中国发展时也曾用“雪兰”为艺名，是芬兰创作歌手和配音员。在芬兰一晚报读者投票中她被评为2016年年度芬兰人物。

## 歌唱生涯
她首次进入公众视野是在2007年参加《芬兰达人》比赛中名列前三名。2011年阿尔托在芬兰欧洲歌唱大赛的国内选拔赛中名列第二名。2012年春季她又参加《芬兰好声音》比赛，结果排名第二。2016年冬春季时她参加了《新音乐比赛》（也是芬兰欧洲歌唱大赛的国内选拔赛），在决赛中排名第二。2016年秋季她前往英国参加《英国版X音素》，结果又是排名第二。比赛结束后她签订了两个唱片发行合同，并在2017年又跟华纳音乐集团签订了协议。阿尔托在2018年代表芬兰参加2018年欧洲歌唱大赛。
在她职业生涯中，阿尔托总共发行过四张专辑，其中一张几乎全部使用中文演唱（《爱的祝福》）。另外她也和别人一起发行过一张合唱专辑。在《新音乐比赛》的采访中她称自己的音乐风格是“史诗性的爱情流行乐”。